# Jacob Binck
Jacob Binck (Colonia, 1500 circa – Königsberg, 1569) è stato un pittore tedesco.

## Biografia

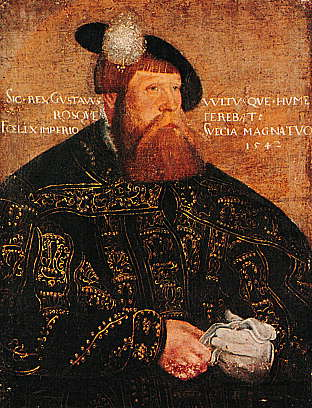
Ritratto di Gustavo I di Svezia, Collezione dell'Università di Uppsala

Dopo aver lavorato a Copenaghen per il re di Danimarca, si recò in Svezia nel 1541-1542, ove dipinse il Ritratto di re Gustavo Vasa, ora nella collezione dell'Università di Uppsala. In seguito passò a Königsberg, alla corte del duca Alberto di Prussia, dal 1543 al 1548; quindi di nuovo a Copenaghen e ad Anversa.
Oltre che per i ritratti, è noto per le sue incisioni da Dürer, Barthel Beham, Luca di Leida ed altri.